# Ornithogalum alatum
Ornithogalum alatum là một loài thực vật có hoa trong họ Măng tây. Loài này được Turrill mô tả khoa học đầu tiên năm 1937.